# Visegrád
Visegrád là một thành phố thuộc hạt Pest, Hungary. Thành phố này có diện tích 33,27 km², dân số năm 2010 là 1864 người, mật độ 56 người/km².